# Marienlystcentret
Marienlystcentret er et idrætsanlæg med et tilhørende fodboldstadion i Skibhuskvarteret i Odense, som er hjemsted for 1. divisionsklubben Boldklubben Marienlyst.